# Jean-François Janinet

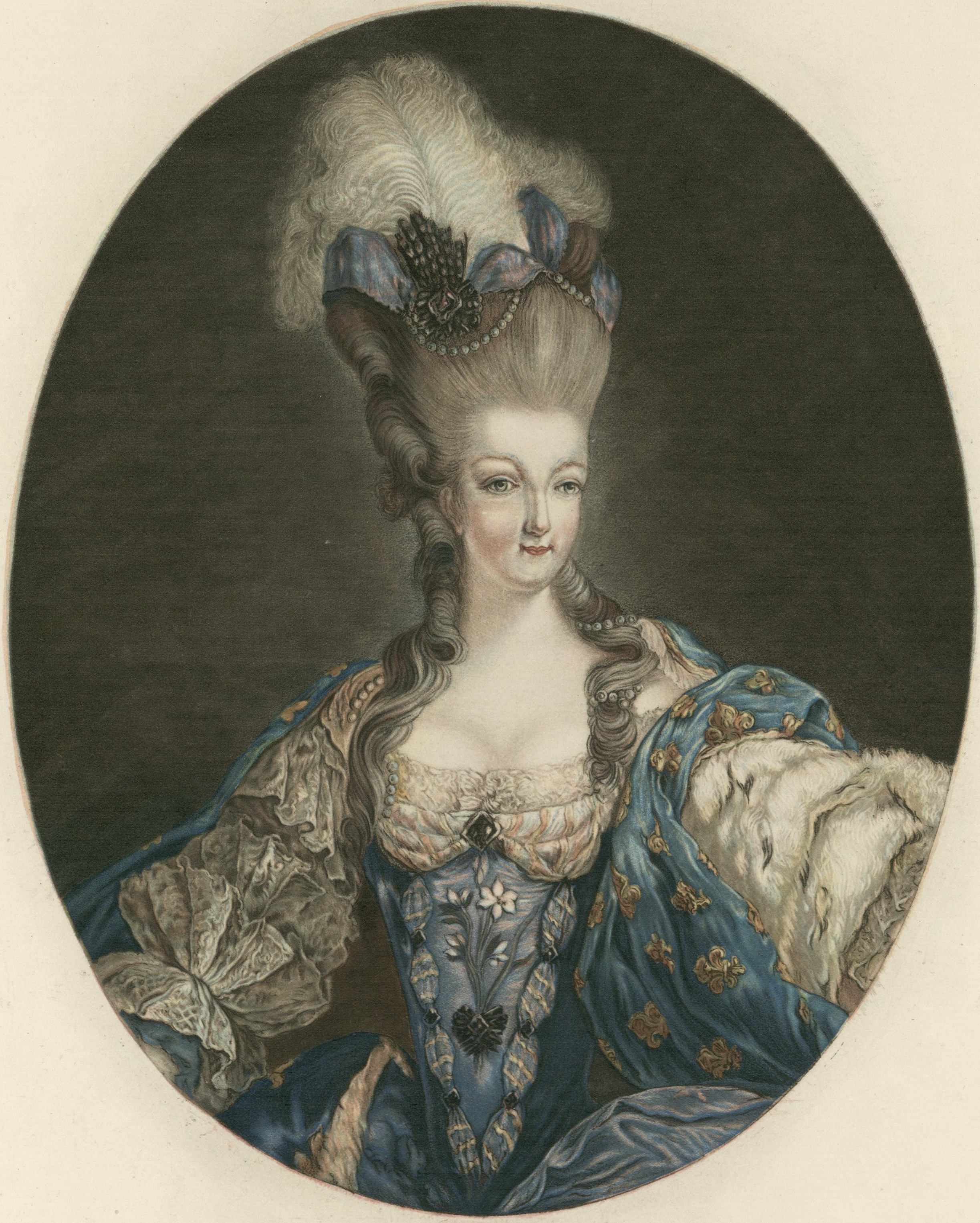
Porträtt av Marie-Antoinette (1777).

Jean-François Janinet, född 1752 i Paris, död 1 november 1814 i Paris, var en fransk grafiker.
Janinet var huvudföreträdaren för det franska färgkopparsticket. I sina porträtt, bland annat av Marie-Antoinette, samt i sina galanta scener, bland annat efter målningar av Niklas Lafrensen, kombinerade Janinet akvatint med crayon, varvid han framställde olika plåtar för olika färger. Berömda är Janinets blad efter Adriaen van Ostades akvareller.